# Uhlandstraße (métro de Berlin)
Pour les articles homonymes, voir Uhland.

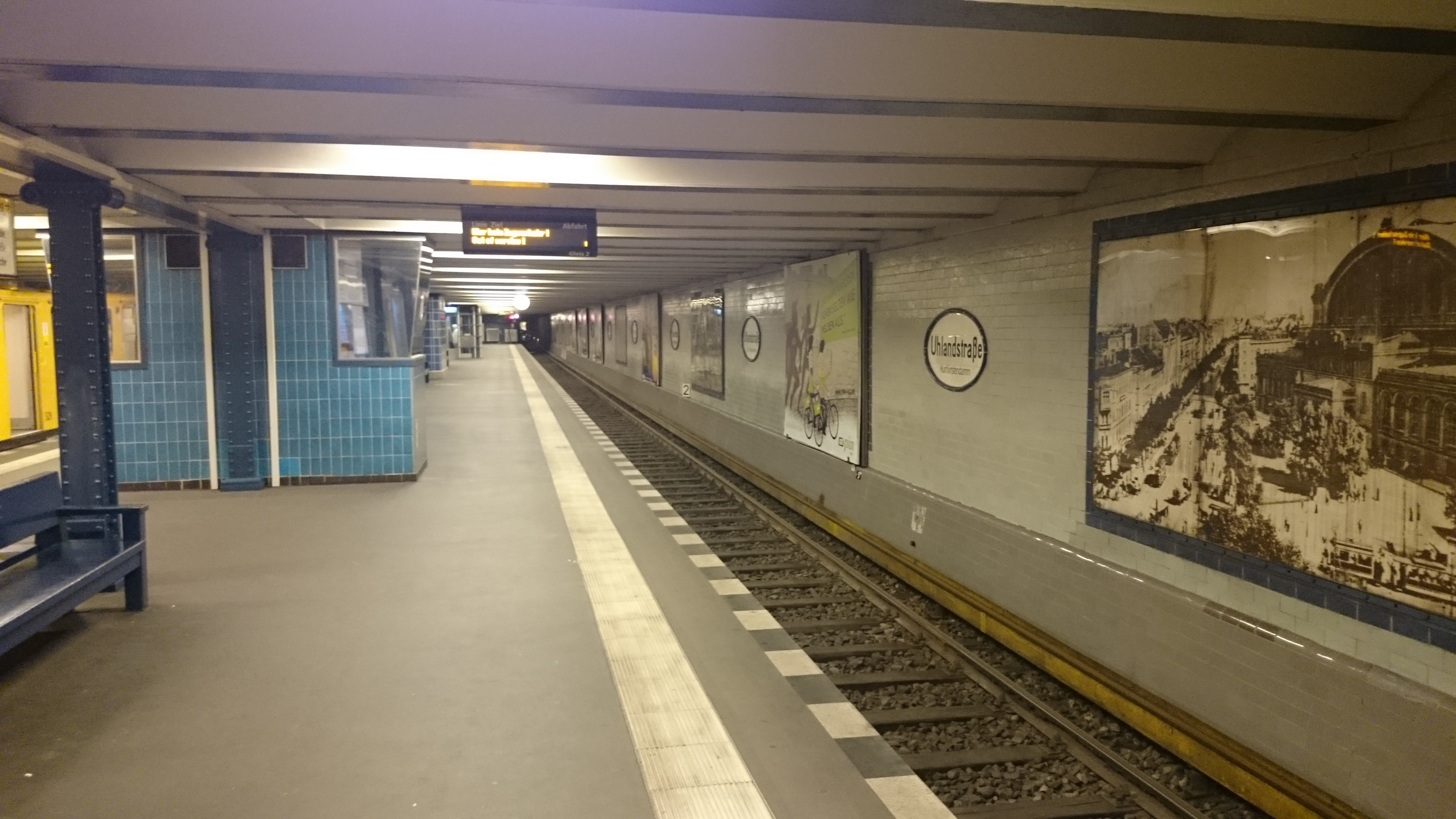
Un quai de la station

Uhlandstraße est une station de la ligne 1 (U1) du métro de Berlin, située dans le quartier de Charlottenbourg.

## Situation
La station constitue le terminus occidental de la ligne et est située après Kurfürstendamm à l'est. Elle est établie sous le Kurfürstendamm, à l'intersection avec Uhlandstraße.

## Histoire
La station est mise en service le 12 octobre 1913, en même temps que le prolongement de la ligne depuis Wittenbergplatz. À l'origine, elle est construite comme la première station d'un itinéraire prévu vers Halensee qui devait commencer à Wittenbergplatz et longer le Kurfürstendamm vers l'ouest. Ce plan est abandonné.
La station est fermée entre novembre 1957 et le 27 septembre 1961 pendant la construction du pôle d'échanges pour la ligne de métro G (aujourd'hui ligne 9) au croisement du Kurfürstendamm et de Joachimsthaler Straße. 
Après l'édification du mur de Berlin en 1961, la station est le terminus de la ligne B qui comprend trois stations de Wittenbergplatz, Kurfürstendamm et Uhlandstraße. 
Quelques années après la mise en service du pôle d'échanges, l'accès oriental de la station est fermée le 5 mars 1964. Les postes d'aiguillage sont convertis à l'électronique de 1986 à 1999.
Après la réunification, la ligne B fusionne avec la partie de la voie située à Berlin-Est vers Warschauer Straße et devient la ligne 1 le 12 décembre 2004. 
Après l'incendie à la station Deutsche Oper, on décide que chaque station devra posséder au moins deux bouches. Un nouvel accès à la station est ouvert sur le côté est en mai 2005.

## Service des voyageurs

### Accueil
La station possède deux accès et est équipée d'un ascenseur.

### Intermodalité
La station est en correspondances avec les lignes d'autobus M19, M29, X10, 109 et 110 de la BVG.